# Občina Suhopolje
Občina Suhopolje je ena izmed občin na Hrvaškem katere središče je istoimensko naselje v virovitiško-podravski županiji.

## Geografija
Občina Suhopolje s površino 166,70 km² leži v središčnem delu virovitiško-podravske županije. S severa meji z Občino Gradina, z zahoda z mestom Virovitica, z vzhoda z Občino Sopje in mestom Slatina, z jugovzhoda z Občino Voćin in z jugozahoda z Občino Đulovac, ki se nahaja v Bjelovarsko-bilogorski županiji.

## Demografija
V triindvajsetih naseljih je leta 2001 živelo 7.925 prebicalcev.

## Naselja v občini
Borova, Budanica, Bukova, Cabuna, Dvorska, Gaćište, Gvozdanska, Jugovo Polje, Levinovac, Mala Trapinska, Naudovac, Orešac, Pčelić, Pepelana, Pivnica Slavonska, Rodin Potok, Sovjak, Suhopolje, Trnava Cabunska, Velika Trapinska, Zvonimirovo, Žiroslavje, Žubrica